# رجب عبد الحي
رجب عبد الحي سعد عبد الرازق عبد الله هو رباع مصري ولد في يوم 4 مارس 1991 في مدينة دمياط في مصر. أبرز انجازاته هو فوزه بالميدالية الذهبية مرتين في دورة الألعاب الأفريقية 2015 في برازافيل ودورة الألعاب الأفريقية 2019 في الرباط.